# Новолужицкий диалект
Новолужицкий диалект (нем. Neulausitzisch) — разговорная форма языка, используемая в лужичанских поселениях в Лужице, на востоке Саксонии. Отличается от других лужицких диалектов прежде всего серболужицким влиянием.
Носители языка — предки полабских переселенцев, которые в позднее средневековье селились восточнее Заале и Эльбы, а также в современном Люхов-Данненберге. Эти народы были очень близки к лужичанам, но впоследствии германизировались. Лишь в Лужице сохранились общины, в которых говорят на лужицких языках. Новолужицкий диалект возник в их среде как смесь восточносредненемецкого диалекта и родных языков.